# Bahnstrecke Etgersleben–Förderstedt
| Streckennummer (DB): | 6907                         |                                       |                                       |
| Kursbuchstrecke: | 158e (1934) 205g, 205e(1967) |                                       |                                       |
| Streckenlänge: | 17,7 km                      |                                       |                                       |
| Spurweite: | 1435 mm (Normalspur)         |                                       |                                       |
| |                              |                                       |                                       |
| \| \| \| von Blumenberg \| \| \| \| 0,0 \| Etgersleben \| Etgersleben \| \| \| \| nach Staßfurt \| \| \| \| 2,3 \| Egeln-Nord früher Bleckendorf \| Egeln-Nord früher Bleckendorf \| \| \| 6,2 \| Wolmirsleben \| Wolmirsleben \| \| \| 9,5 \| Unseburg \| Unseburg \| \| \| 11,7 \| Grube Marie \| Grube Marie \| \| \| 12,8 \| Grubenbahn Schacht Marbe \| Grubenbahn Schacht Marbe \| \| \| 15,4 \| Industrieanschluss \| Industrieanschluss \| \| \| \| von Güsten \| \| \| \| 17,7 \| Förderstedt (früher Bf, heute Awanst) \| Förderstedt (früher Bf, heute Awanst) \| \| \| \| nach Schönebeck \| \| |                              |                                       |                                       |
| Strecke (außer Betrieb) |                              | von Blumenberg                        | von Blumenberg                        |
| Bahnhof (Strecke außer Betrieb) | 0,0                          | Etgersleben                           | Etgersleben                           |
| Abzweig geradeaus und nach rechts (Strecke außer Betrieb) |                              | nach Staßfurt                         | nach Staßfurt                         |
| Bahnhof (Strecke außer Betrieb) | 2,3                          | Egeln-Nord früher Bleckendorf         | Egeln-Nord früher Bleckendorf         |
| Bahnhof (Strecke außer Betrieb) | 6,2                          | Wolmirsleben                          | Wolmirsleben                          |
| Bahnhof (Strecke außer Betrieb) | 9,5                          | Unseburg                              | Unseburg                              |
| Haltepunkt / Haltestelle (Strecke außer Betrieb) | 11,7                         | Grube Marie                           | Grube Marie                           |
| Abzweig geradeaus und nach rechts (Strecke außer Betrieb) | 12,8                         | Grubenbahn Schacht Marbe              | Grubenbahn Schacht Marbe              |
| Abzweig geradeaus und nach links (Strecke außer Betrieb) | 15,4                         | Industrieanschluss                    | Industrieanschluss                    |
| Abzweig ehemals geradeaus und von rechts |                              | von Güsten                            | von Güsten                            |
| Blockstelle | 17,7                         | Förderstedt (früher Bf, heute Awanst) | Förderstedt (früher Bf, heute Awanst) |
| Strecke |                              | nach Schönebeck                       | nach Schönebeck                       |

Die Bahnstrecke Etgersleben–Förderstedt war eine größtenteils im Tal der Bode gelegene und nicht elektrifizierte eingleisige Nebenbahn in der Magdeburger Börde. Sie verband, die Braunkohlegruben bei Unseburg erschließend, Etgersleben an der ehemaligen Bahnstrecke Staßfurt–Blumenberg mit Förderstedt an der Bahnstrecke Schönebeck–Güsten. Heute ist sie stillgelegt und größtenteils abgebaut.

## Geschichte
Am 15. November 1891 wurde der Abschnitt zwischen Etgersleben und Unseburg eröffnet, ein Jahr später folgte das östliche Teilstück zwischen Unseburg und Förderstedt. Am 1. Oktober 1893 wurde der Personenverkehr aufgenommen. Die Strecke unterstand damals den Preußischen Staatseisenbahnen und diente sowohl dem Güter- als auch dem Personenverkehr. Transportiert wurde vorwiegend Braunkohle, welche in den Gruben um Unseburg gewonnen wurde. Die im Marbeschacht gewonnene Kohle wurde ausschließlich von Güterzügen dieser Strecke abtransportiert und an eine Brikettfabrik geliefert. Am 5. Februar 1967 wurde der Personenverkehr auf der Strecke aufgegeben. Am 28. Mai 1967 wurde das größte Stück der Strecke östlich von Egeln-Nord stillgelegt und später abgebaut, es verblieb lediglich ein etwa fünf Kilometer langes Teilstück westlich von Förderstedt. Der Güterverkehr zwischen Etgersleben und Egeln Nord wurde am 22. Mai 1993 eingestellt. Heute ist die gesamte Strecke stillgelegt und zwischen Egeln-Nord und Unseburg abgebaut.

## Streckenverlauf
Die Strecke begann im Bahnhof Etgersleben. Anschließend zweigte die Bahn von der Strecke nach Staßfurt ab und der Bahnhof Egeln-Nord wurde erreicht. Anschließend führte die Strecke weiter nach Wolmirsleben und anschließend Unseburg. Ab dort wurde das Tal der Bode verlassen und die Grube Marie sowie der Marbeschacht erreicht. Schließlich erreichte die Strecke den Bahnhof Förderstedt, wo sie einen eigenen Bahnhofsteil separat von den Gleisen der Hauptbahn Schönebeck–Güsten besaß. Erst im Anschluss mündete das Nebenbahngleis in die Hauptbahn.